# Elaphognathia rimifrons
Elaphognathia rimifrons là một loài chân đều trong họ Gnathiidae. Loài này được Holdich & Harrison miêu tả khoa học năm 1980.